# Атанасоф, Альфредо
Альфредо Нестор Атанасоф (исп. Alfredo Néstor Atanasof; род. 24 ноября 1949, Ла-Плата) — аргентинский политический и государственный деятель, глава Кабинета министров (2002—2003).

## Биография
Родился 24 ноября 1949 года в городе Ла-Плата, провинция Буэнос-Айрес, Аргентина.
Свою политическую карьеру он начал на посту генерального секретаря Профсоюза муниципальных работников провинции Буэнос-Айрес, а 3 января 2002 года получил пост министра труда, занятости и социального обеспечения Аргентины при президенте Эдуардо Дуальде. Во время его нахождения на посту адвокат Эдуардо Барсесат обвинил его в том, что он брал кредиты в Национальном банке для погашения внутреннего и внешнего долга, что является обязанностью Национального конгресса.
3 мая 2002 года Атанасоф был назначен главой Кабинета министров Аргентины. Он также являлся председателем комиссии по трудовому законодательству и вёл переговоры с правительством и депутатами о совместном подходе к трудовой реформе.
В 2005 и 2009 годах он был избран членом городского совета Ла-Платы. Кроме того, Атанасоф трижды избирался членом Палаты депутатов Аргентины от провинции Буэнос-Айрес. В январе 2020 года он был назначен послом Аргентины в Болгарии.